# Voo Cameroon Airlines 786
O Voo Cameroon Airlines 786 era um Boeing 737-2H7C, com prefixo TJ-CBD, operando como um voo doméstico regular de passageiros do Aeroporto Internacional de Douala, Camarões, para Garoua via Yaoundé. Em 30 de agosto de 1984, enquanto a aeronave estava taxiando para decolagem com 109 passageiros e uma tripulação de 7 a bordo, seu motor número dois sofreu uma falha não contida no compressor, que iniciou um incêndio. Todos os ocupantes puderam evacuar a aeronave, mas dois passageiros morreram devido a um incêndio fora da cabine. A aeronave foi totalmente destruída pela fogo e declarado como perda total.

## Sequência do acidente
Enquanto a aeronave estava taxiando em preparação para a decolagem, um disco compressor de alta pressão no motor número dois (lado direito) Pratt & Whitney JT8D-15 falhou e se desintegrou, com fragmentos danificando a asa direita e perfurando o tanque de combustível. O combustível começou a vazar do tanque rompido para o solo abaixo da aeronave, iniciando um incêndio. Todos os ocupantes puderam evacuar a aeronave, mas dois passageiros morreram devido ao incêndio no exterior da aeronave. O avião foi completamente destruído pelas chamas.

## Consequências
De acordo com o aposentado piloto-chefe da Cameroon Airlines, Jean Louis Angounou, entrevistado em maio de 2009 no Le Jour Quotidien, a causa exata do acidente nunca foi determinada porque "em Camarões, alguns inquéritos começam, mas nunca terminam."